# Locomotiva DR 243
Le locomotive serie 243 sono un gruppo di locomotive elettriche universali commissionato dalle allora Deutsche Reichsbahn. Dopo il passaggio della rete e dei rotabili a Deutsche Bahn AG, il 1º gennaio 1994, questo gruppo è stato riclassificato Baureihe 143. La 243/143 è ancora considerata una delle maggiori locomotive elettriche tedesche di successo.

## Sviluppo

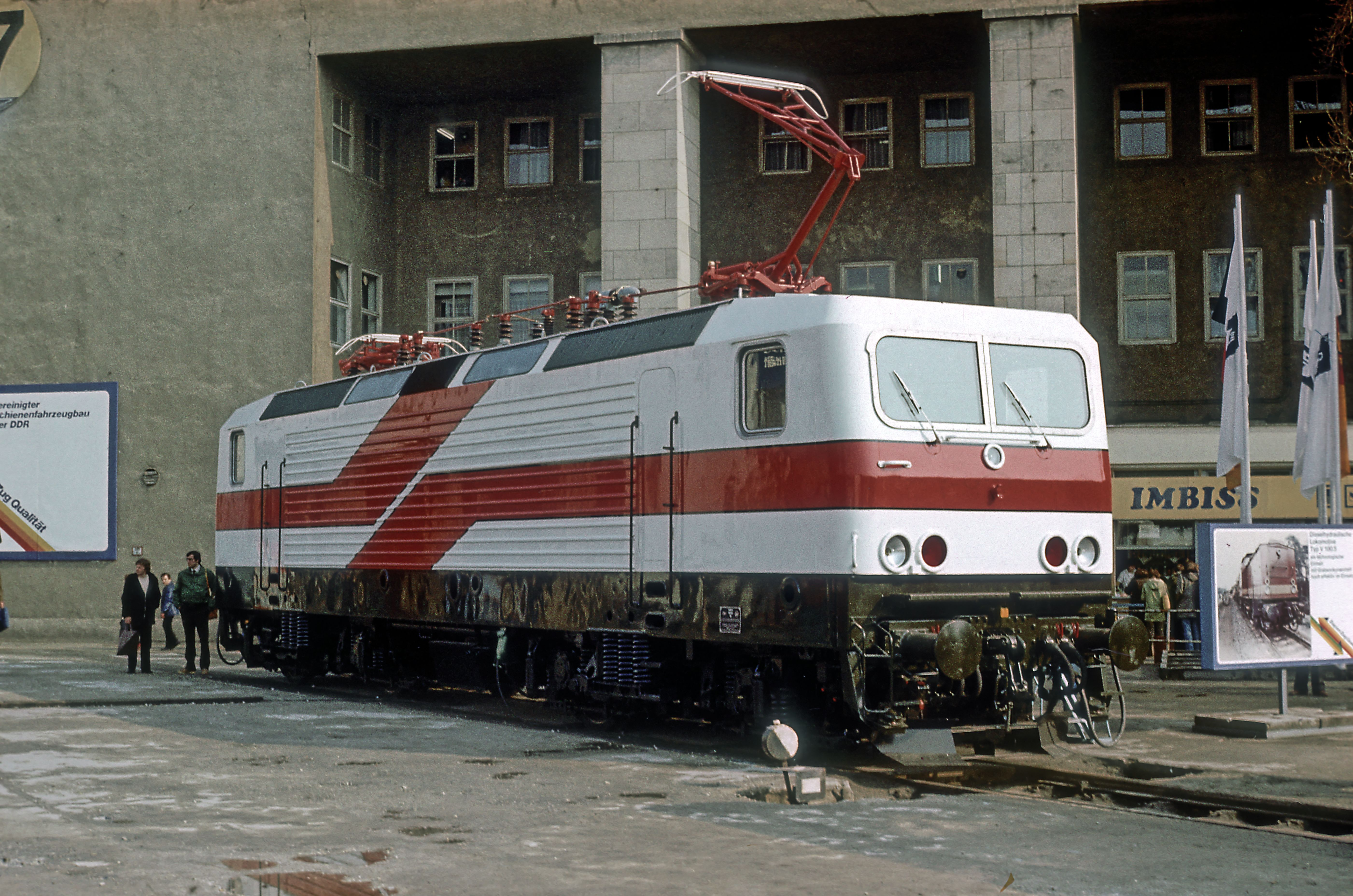
Il prototipo del gruppo, la 212 001-2, in esposizione a Lipsia nel 1982.

A partire dal 1980 la Deutsche Reichsbahn della Germania Orientale accelerarono il ritmo delle elettrificazioni a causa dell'aumento del prezzo del petrolio. Prima di tale data, le DR facevano affidamento principalmente alle locomotive termiche alimentante con gasolio sovietico. Il Lokomotivbau Elektrotechnische Werke Hans Beimler, l'unico costruttore di macchine elettriche della repubblica collettivista, ricevette l'ordine di sviluppare, sulla base della imponente 250, una locomotiva più leggera, più moderna e a quattro assi, da destinare al servizio passeggeri e a quello merci di livello medio. La parte meccanica fu progettata e prodotta a Hennigsdorf, i motori, invece, furono realizzati da EMW Dresda.
L'unico prototipo, denominato 212 001-2, fu costruito nel 1982 e presentato al pubblico nello stesso anno con la velocità massima di progetto di 140 km/h. In questo allestimento fece diversi test, poi fu modificato per correre solo fino a 120. In questa occasione ricevette anche il cambio di numerazione definitivo, ovvero 243 001. Per via della sua livrea particolare (bianca a fasce rosse) la macchina venne soprannominata Weiße Lady (lett. "Signora in bianco"). I buoni risultati ottenuti in fase di prova decretarono l'avvio della produzione di serie nel 1984.

## Produzione di serie

### DR Gruppo 243

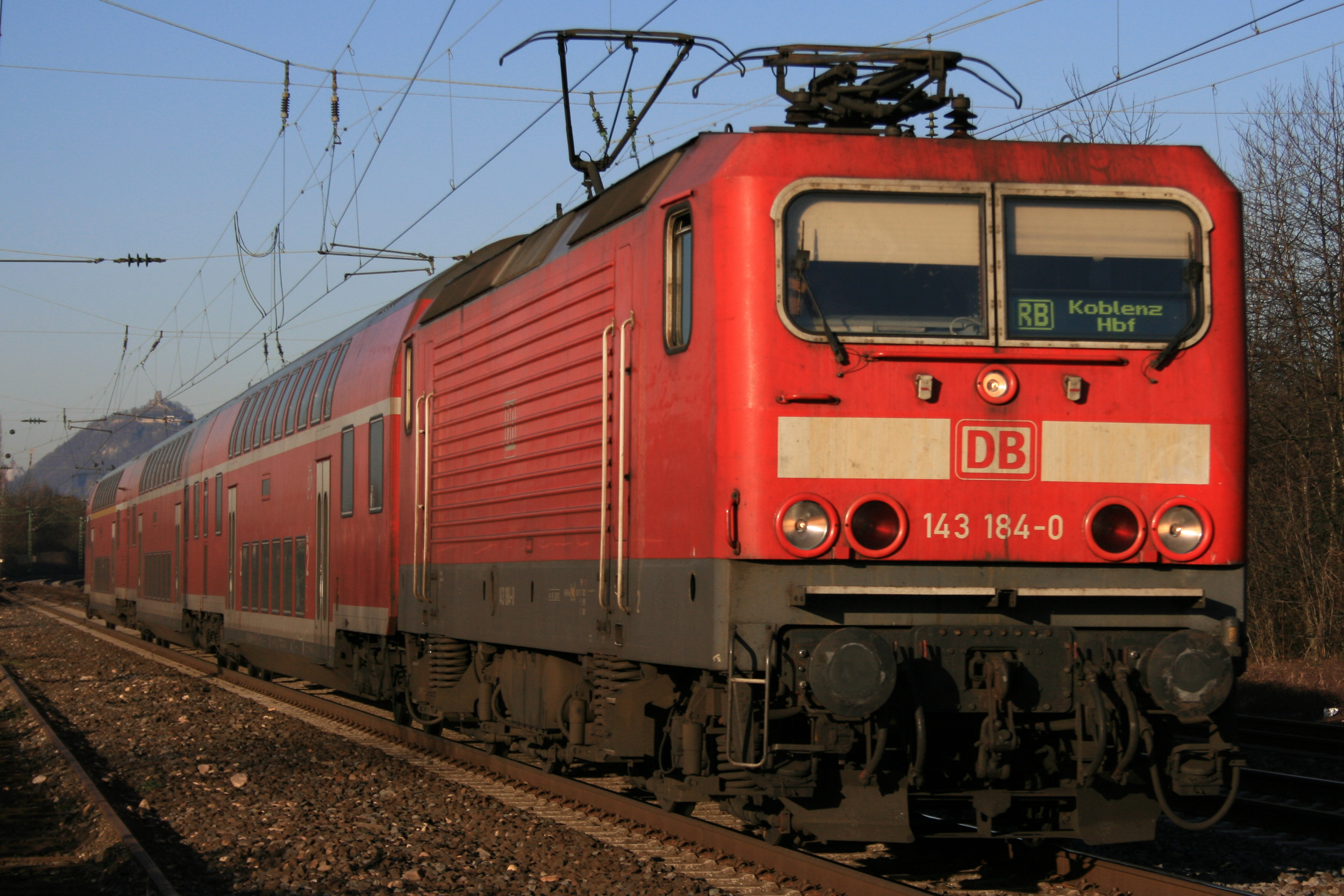
143 184-0 ad Unkel con un breve treno di carrozze a due piani per Coblenza, 15 gennaio 2007.

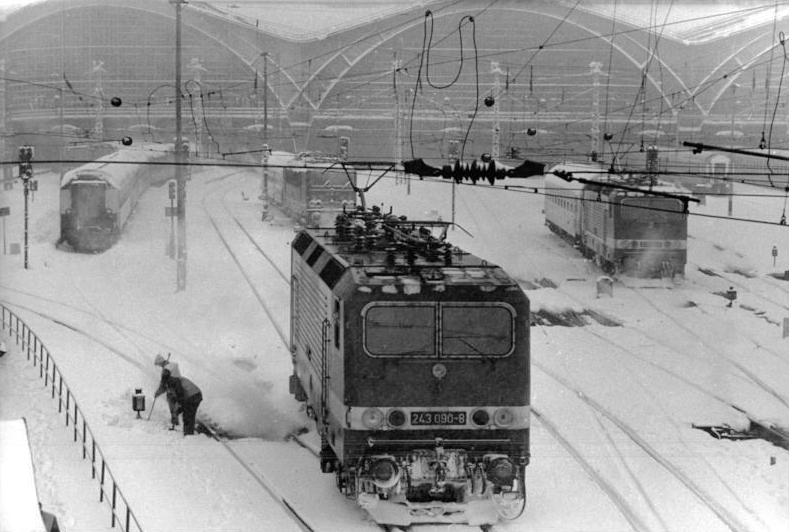
La 243 090-8 manovra nella neve a Leipzig Hauptbahnhof, 9 gennaio 1987.

Nel 1985 nessuna tratta della rete DR permetteva una velocità massima superiore a 120 km/h, per questo furono ordinate molte locomotive. Nel 1984 furono consegnate le prime 20 unità, seguite da altre 80 nel 1985, 100 nel 1986, 110 nel 1987 e 114 nel 1988. Alla fine del 1989 la produzione delle 243 raggiunse quota cinquecento macchine.
A partire dall'unità 302 fu montato un frontale più aerodinamico, con conseguente riduzione della resistenza dell'aria e dei consumi energetici, questi ultimi di circa il 5%.
Dal 1988 le unità della sottoserie 800 furono equipaggiate con il comando multiplo di eventuali macchine accoppiate. Successivamente le DR ne ordinarono altre 109 prive di detto dispositivo e le acquisirono entro dicembre 1990, dotandosi così, complessivamente, di 636 macchine. L'ultima 243, la 659, prese servizio il 2 gennaio 1991.
Dopo il ricongiungimento con la Germania Federale il traffico merci nella parte orientale del neonato Stato subì un tracollo, pertanto molte 243 rimasero ferme sui piazzali perché senza lavoro. Nell'agosto 1990 la 243 922 fu noleggiata alla compagnia svizzera SOB.
Alcune locomotive raggiunsero Friburgo e Düsseldorf per essere esaminate dai tecnici delle allora Deutsche Bundesbahn.

### DB AG Gruppo 143

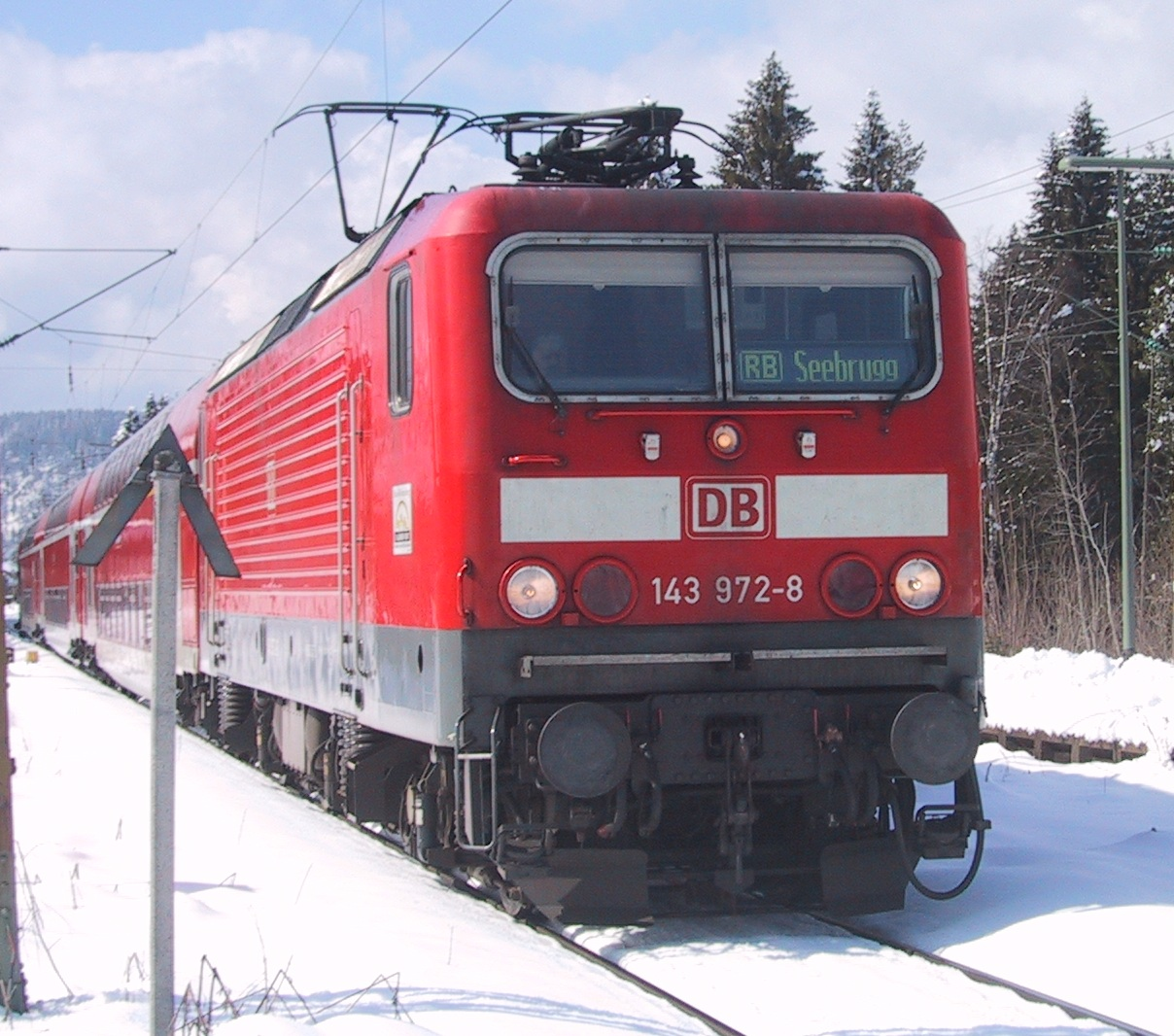
143 972-8 in corsa sulla Höllentalbahn, Schwarzwald, 11 aprile 2006.

L'anno seguente alla riunificazione molte macchine furono spostate nell'Ovest e impiegate sulla Schwarzwaldbahn, sulla Höllentalbahn, sulla S-Bahn Reno-Ruhr e per i merci in partenza da Dortmund. Quando DB e DR si fusero in Deutsche Bahn AG, nel 1994, le 243, ora diventate 143, videro estendere il loro uso su molte altre linee dell'ex repubblica occidentale.
Il prototipo del gruppo rimase di proprietà del costruttore e dopo il periodo iniziale di prove fu usato a fini diagnostici e sperimentali. Nel 2002 fu venduto a EKO-Trans, rinominato 143 001 e verniciato nella livrea sociale rossa e argento. A maggio 2008 fu ridipinto in arancione e dotato del logo del suo nuovo proprietario, ovvero ArcelorMittal.
Sei unità (041, 069, 186, 191, 286 e 874) sono state cedute a Bahn- und Hafenbetriebe der Ruhrkohle AG e ulteriori sei (179, 204, 257, 344, 851 e 864) a Mitteldeutsche Eisenbahn Gesellschaft (MEG), dove hanno ricevuto la designazione di MEG 601 : 606.

### DB AG Gruppi 114.1 e 114.3
Molte 143 si sono trovate a compiere servizi passeggeri. Nella fattispecie, su quelli più impegnativi di tipo Regionalbahn e Regional-Express la loro velocità massima di 120 km/h si è rivelata un "handicap", dato che le carrozze che compongono questi treni possono correre a 140 oppure a 160 km/h. Fu pianificata quindi la riqualificazione di alcune unità per raggiungere dette velocità. Tali macchine sarebbero confluite rispettivamente nei gruppi 114.3 e 114.1
La 143 701 fu riconvertita per i 160 km/h e divenne la capostipite del Gruppo 114.1 (114 101). I pantografi furono sostituiti da due modelli di tipo SSS 87, i sistemi di sicurezza e l'impianto frenante furono opportunamente adeguati. Il rotabile subì inoltre il cambio del rapporto di trasmissione e l'installazione di smorzatori tra il telaio e i carrelli.
La 143 120 fu convertita in 114 301 e omologata per 140 km/h. Non necessitò né di cambi di ingranaggi né di smorzatori.
Le due unità furono provate in servizio e non nella zona di Magdeburgo. I costi di trasformazione furono stimati in 300.000€ per le 114.1 e in 48.000 € per le 114.3. Per questo motivo furono compiute soltanto riqualificazioni da 140 km/h.

### Dalla DR Gruppo 212 alla DB AG Gruppo 112
Sempre a seguito della riunificazione le linee da/per Berlino furono ricostruite per autorizzare velocità di molto superiori a 120 km/h. Le DR, come noto, non avevano nel parco macchine capaci di tali prestazioni, pertanto ne dovettero acquisire di nuove. Nacque così il gruppo 212, progettato fin dall'origine per raggiungere la velocità massima di 160 km/h. Dopo i primi quattro prototipi (numerati 212 002 : 005, dato che lo 001 era divenuto 143 001 e tale classificazione non fu riutilizzata) furono consegnate 35 unità di serie (212 006 : 040). Dopo l'accorpamento in DB AG furono rinominate 112.0.
La costruzione delle 212 determinò l'abbandono del progetto delle locomotive 252, di tipo completamente nuovo, anch'esse progettate dalla LEW.
Il Gruppo 112.1, versione sensibilmente migliorata della 212, divenne inaspettatamente uno dei simboli della riunificazione tedesca, perché fu il primo impiegato sia da Deutsche Reichsbahn che da Deutsche Bundesbahn. DR e DB ne ordinarono quarantacinque alla AEG, azienda che aveva ripreso il controllo di LEW Hennigsdorf, essendo quest'ultima di sua proprietà fin dal 1946. La commessa delle DB era più che altro volta a sostenere l'attività della fabbrica di Hennigsdorf, in quanto avrebbe preferito, invece, ordinare altre locomotive universali da 200 km/h come le 120.
Dopo la risoluzione di alcuni problemi iniziali le 112 furono principalmente impiegate al traino dei treni InterRegio. A seguito della soppressione di questi turni e alla riqualificazione delle vetture Regional-Express, il gruppo passò in larga parte al servizio vicinale. Il primo gennaio 2004 la divisione Fernverkehr perse la dotazione di 112 a favore di DB Regio AG, società del gruppo DB AG per la gestione del trasporto regionale.

### DB AG Gruppo 114

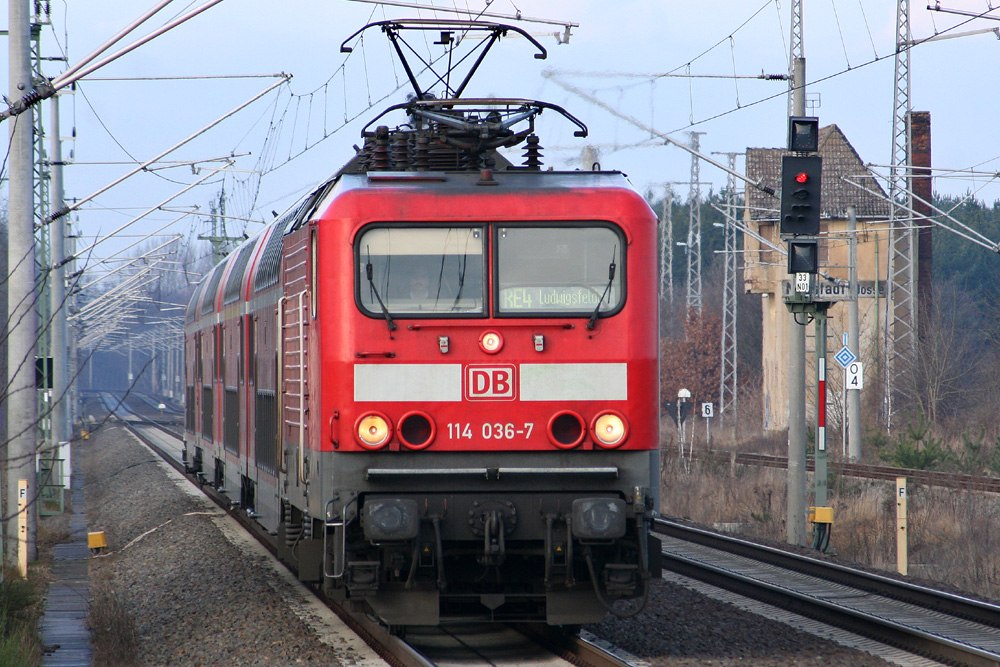
114 036-7 a Neustadt an der Dosse, 17 gennaio 2008.

Tutte le 112.0 cambiarono nuovamente la marcatura il 1º aprile 2000 confluendo nel gruppo 114. Questo perché erano usate già da tempo prettamente per i treni regionali nelle aree di Berlino, Brandeburgo e Meclemburgo-Pomerania Anteriore e presentavano numerose differenze rispetto alle 112.1.
Col passaggio a DB Regio il motivo di una classificazione diversa venne meno, perché erano sostanzialmente assimilabili alle 143.

### DB AG 755 025-4

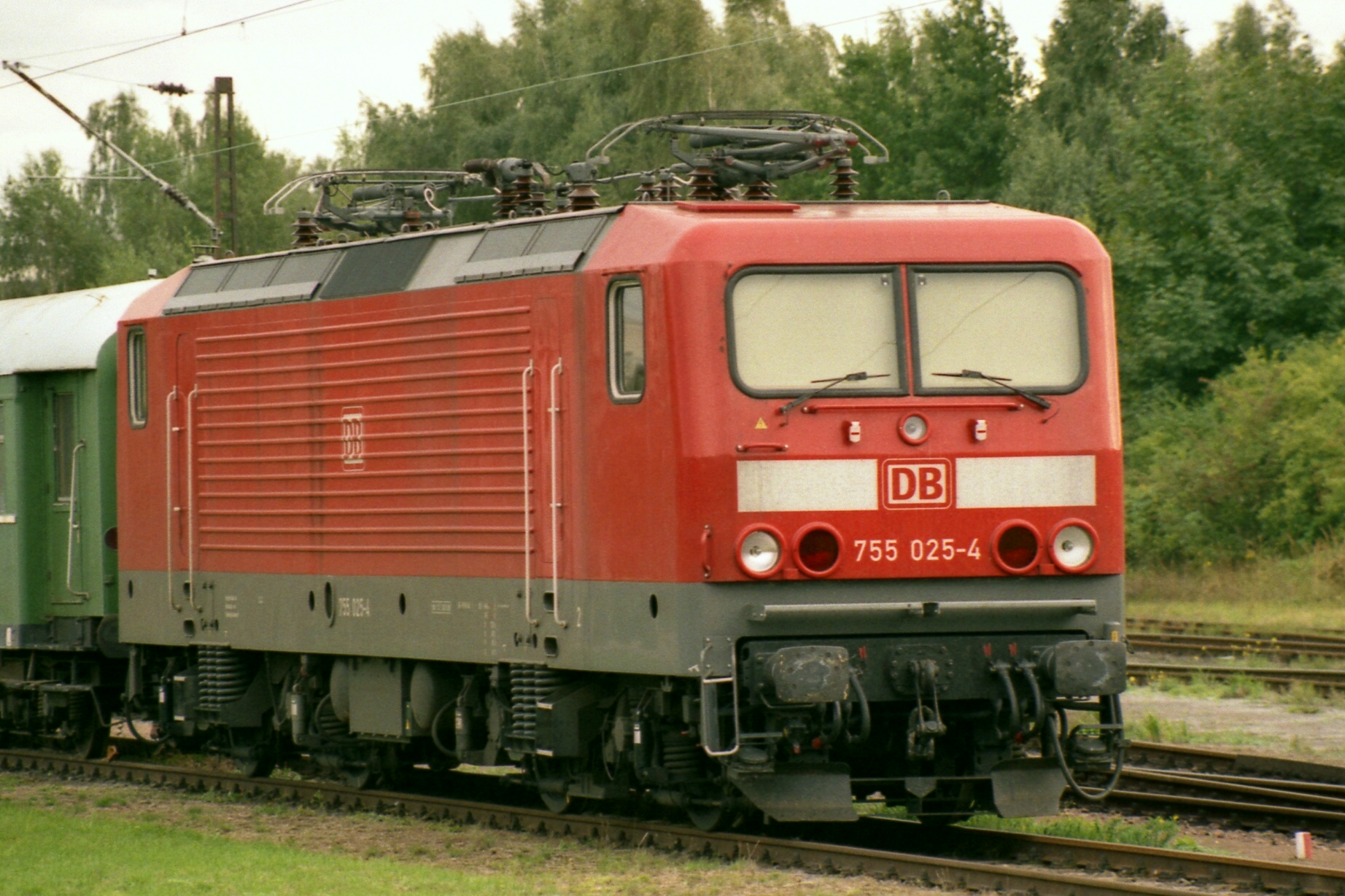
755 025-4 a Dessau, 13 settembre 2001.

Il VES-M-Halle (Istituto di Ricerca Halle) aveva bisogno di una locomotiva elettrica veloce per i loro treni diagnostici. Per questo scopo nel gennaio 1995 ricevettero la 112 025, la quale fu rinumerata 755 025-4. Oggi la macchina è nota come 114 501.